# Sentimental Journey (Nils Landgren-album)
Sentimental Journey från 2002 är ett soloalbum av Nils Landgren. På skivan, som endast innehåller ballader, ackompanjeras Landgren av ett band bestående av piano, bas och trummor samt av stråkkvartetten Fläskkvartetten. Även flera gästartister medverkar, bland andra Rigmor Gustafsson och Viktoria Tolstoy.

## Låtlista
1. Speak Low (Kurt Weill/Ogden Nash) – 4:34
2. Ghost in This House (Hugh Prestwood) – 4:47
3. This Masquerade (Leon Russell) – 4:8
4. Nature Boy (Eden Ahbez) – 5:8
5. Fragile (Sting) – 3:15
6. In a Sentimental Mood (Duke Ellington) – 5:26
7. The Ballad of the Sad Young Men (Tommy Wolf/Fran Landesmann) – 5:23
8. My Foolish Heart (Victor Young/Ned Washington) – 4:44
9. Should I Care (Clint Eastwood/Carol Bayer Sager/Linda Thompson) – 4:14
10. Be There For You (Matt Serlitic/Kevin Kadish) – 4:4
11. Sentimental Journey (Bud Green/Les Brown/Ben Homer) – 4:44
12. Everything Must Change (Bernard Ighner) – 4:43
13. I Will Survive (Dino Fekaris/Freddie Perren) – 4:32

## Medverkande
- Nils Landgren – sång, trombon
- Anders Widmark – piano
- Lars Danielsson – bas
- Wolfgang Haffner – trummor
- Fläskkvartetten
  - Jonas Lindgren - violin
  - Örjan Högberg – viola
  - Mattias Helldén – cello
  - Sebastian Öberg – cello
  - Christian Olsson – bas (spår 12)
- Gästartister
  - Esbjörn Svensson – elpiano (spår 13)[2]
  - Rigmor Gustafsson – sång (spår 5)
  - Viktoria Tolstoy – sång (spår 10)
  - Karin Hammar – trombon (spår 11)
  - Mimmi Hammar – trombon (spår 11)
- Övriga[2]
  - Magnum Coltrane Price – bas (spår 13)
  - Janne Robertson – trummor (spår 13)
  - Robert Östlund – gitarr (spår 13)